# ATP Challenger Sunrise
Das ATP Challenger Sunrise (offiziell: BMW Tennis Championship) war ein Tennisturnier, das von 2005 bis 2010 jährlich in Sunrise, Florida stattfand. Es gehörte zur ATP Challenger Tour und wurde im Freien auf Hartplatz gespielt.

## Liste der Sieger

### Einzel
| Jahr | Sieger          | Finalgegner        | Ergebnis      |
| ---- | --------------- | ------------------ | ------------- |
| 2010 | Florian Mayer   | Gilles Simon       | 6:4, 6:4      |
| 2009 | Robin Söderling | Tomáš Berdych      | 6:1, 6:1      |
| 2008 | Robin Haase     | Sébastien Grosjean | 5:7, 7:5, 6:1 |
| 2007 | Gaël Monfils    | Andreas Seppi      | 6:3, 1:6, 6:1 |
| 2006 | Dmitri Tursunow | Alberto Martín     | 6:3, 6:1      |
| 2005 | Karol Beck      | Davide Sanguinetti | 6:2, 6:2      |

### Doppel
| Jahr | Sieger                                  | Finalgegner                            | Ergebnis          |
| ---- | --------------------------------------- | -------------------------------------- | ----------------- |
| 2010 | Martin Damm Filip Polášek               | Lukáš Dlouhý Leander Paes              | 4:6, 6:1, [13:11] |
| 2009 | Eric Butorac Bobby Reynolds             | Jeff Coetzee Jordan Kerr               | 5:7, 6:4, [10:4]  |
| 2008 | Janko Tipsarević Dušan Vemić            | Kristof Vliegen Peter Wessels          | 6:2, 7:65         |
| 2007 | Konstantinos Economidis Kristof Vliegen | Juan Martín del Potro Sebastián Prieto | 6:3, 6:4          |
| 2006 | Petr Pála Robin Vik                     | Goran Dragicevic Dmitri Tursunow       | 6:4, 6:2          |
| 2005 | Rick Leach Travis Parrott               | Jan-Michael Gambill Mark Philippoussis | kampflos          |